# خورشیدگرفتگی ۲ سپتامبر ۱۹۹۷
خورشیدگرفتگی ۲ سپتامبر ۱۹۹۷ (به انگلیسی: Solar eclipse of September 2, 1997) یک خورشیدگرفتگی از نوع خورشیدگرفتگی جزئی است. این خورشیدگرفتگی در تاریخ ۲ سپتامبر ۱۹۹۷ میلادی (‎۱۱ شهریور ۱۳۷۶ خورشیدی) روی داد که زمان اوج آن، ساعت ۰:۰۴:۴۸ به‌وقت ساعت هماهنگ جهانی بوده‌است.